# Ian Allison
Ian Alistar Allison (Greenock, Escocia, 26 de julio de 1909 - London, Ontario, 4 de agosto de 1990) fue un  jugador de baloncesto canadiense de origen escocés. Fue medalla de plata con Canadá en los Juegos Olímpicos de Berlín de 1936.